# Óscar Sánchez (Fußballspieler, 1910)
Óscar Armando Sánchez Labra (* 2. April 1910 in Cauquenes; † 22. März 1974 in Chillán), auch unter dem Spitznamen Garrocha bekannt, war ein chilenischer Fußballspieler. Der Mittelfeldspieler lief in zwei Länderspielen für Chile auf.

## Karriere

### Verein
Óscar Sánchez spielte mindestens von 1938 bis 1941 für den CF Universidad de Chile. Mehr ist über die Vereinskarriere des zentralen Mittelfeldspielers nicht bekannt. 1940 hatte Sánchez versucht, gemeinsam mit Domingo Sepúlveda die Asociación de Futbolistas Profesionales zu gründen, was aber gescheitert war. Er war vom damaligen Verband für zwei Jahre suspendiert worden, allerdings war die Suspendierung wieder zurückgenommen worden.

### Nationalmannschaft
Óscar Sánchez debütierte beim Campeonato Sudamericano 1941 unter Máximo Garay beim 5:0-Erfolg über Ecuador. Er kam noch beim 1:0-Erfolg über Peru zum Einsatz. Das Team von Sánchez landete nach zwei Siegen und zwei Niederlagen auf dem dritten Platz. Die zwei Spiele bei der Südamerikameisterschaft waren seine einzigen Länderspiele.